# 광릉요강꽃
광릉요강꽃(Cypripedium japonicum)은 난초과 복주머니란속에 속하는 속씨식물의 일종이다.

## 특징
꽃부리가 요강을 닮았다고 하여 광릉요강꽃이라는 이름을 얻게 됐으며, 2005년 환경부에서 지정한 대한민국의 멸종위기 야생 식물 1급인 식물이며 큰복주머니란이라고도 부른다. 이 식물은 1932년도에 경기도 광릉에서 첫 발견되었다. 이 식물은 난초과 개불알꽃속에 들어가며,높이가 30~40cm정도인 다년초다.

## 생태
땅속줄기는 가늘고 마디 사이가 길다. 위쪽에 2개가 마주나게 달리고 넓은 부채 모양으로 펼쳐지며 지름은 10-20cm이다. 가장자리는 물결 모양이고 잎맥을 부챗살처럼 벋는다. 4-5월에 줄기 끝에 1개씩의 주머니 모양의 꽃이 핀다. 등꽃받침은 난상 피침형 또는 피침상 타원형이고 가장자리가 뒤로 약간 말리며 털이 있다. 겉꽃받침은 끝이 2개로 갈라지고 가장자리에 털이 있다. 입술꽃잎은 양옆이 안으로 말려서 서로 맞닿아 긴 타원형의 주머니를 이룬다. 주머니 안쪽에도 털이 있다. 열매는 방추형의 삭과이다.

## 분포지역
최근에는 무주 덕유산, 강원도 춘천, 전라남도 광양에서도 발견되어 전국에 약 800여 개체가 살고 있는 것으로 추정되었다.